# Obrium rubidum
Obrium rubidum es una especie de escarabajo longicornio del género Obrium, categorizada en la tribu Obriini, de la subfamilia Cerambycinae. Fue descrita por LeConte en 1850.

## Descripción
Mide 9-11 mm de longitud.

## Distribución
Se distribuye por Estados Unidos.